# Cerro Columa
Cerro Columa lub Cerro Colluma – forma wulkaniczna typu maar w Boliwii. Położona jest na północny wschód od miejscowości Huachacalla. Data ostatniej erupcji jest nieznana.